# Songs We Wish We'd Written
Songs We Wish We'd Written è un album in studio collaborativo dei cantautori statunitensi Pat Green e Cory Morrow, pubblicato nel 2001.

## Tracce
1. Are You Sure Hank Done It This Way – 3:19
2. Texas on My Mind – 4:36
3. It's a Great Day to Be Alive – 4:41
4. Paradise – 4:48
5. I'd Have to Be Crazy – 4:00
6. Ain't Leavin' Your Love – 2:42
7. Stuck in the Middle with You – 3:27
8. Live Forever – 3:39
9. Crazy Wind – 4:21
10. Red Bandana – 2:44
11. Delia's Gone – 3:18
12. Can't Find My Way Home – 3:59